# Sztabskapitan Gubaniew. Golgota ziemi chełmskiej
Sztabskapitan Gubaniew. Golgota ziemi chełmskiej – polski niemy dramat filmowy z 1930 roku w reżyserii Tadeusza Chrzanowskiego.

## Fabuła
Sztabskapitan Gubaniew dowodzi karnym oddziałem armii carskiej, stacjonującym w powiecie chełmskim. Jest okrutny, bezwzględny, a przy tym łasy na łapówki. W powiecie mieszka ziemianin Grodzicki z córką Basią. Dziewczyna kocha ze wzajemnością studenta Janka Żelazowskiego, otacza również opieką chłopów. Niestety, Basia wpada w oko Gubaniewiowi. Kiedy ta odrzuca jego zaloty, oficer mści się na niej oraz jej chłopskich podopiecznych. Dziewczyna doprowadza jednak do ślubu z ukochanym. Wówczas, z rozkazu Gubaniewa Janek zostaje aresztowany w noc poślubną, a Basia przyprowadzona do kwatery oficera. Ratuje ją ordynans sztabskapitana, któremu kiedyś dziewczyna uratowała życie. Mężczyzna rzuca się na Gubaniewa i przebija go sztyletem.

## Obsada
- Edmund Nebel – pułkownik Gubaniew
- Lili Lyana – Basia Grodzicka
- Bohdan Gielski – student Janek Żelazowski
- Paweł Owerłło – Grodzicki, obywatel ziemski
- Zych Wallen – porucznik Korotkow
- Adolf Dymsza – ordynans
- Jur Szeliga – Józef Koniuszewski
- Hanna Sajówna – Katarzyna, żona Koniuszewskiego
- Remigiusz Krosnowski – ksiądz